# Lili Schnitzerling
Lili Schnitzerling (ur. 5 grudnia 1993) – niemiecka lekkoatletka specjalizująca się w skoku o tyczce.
Odpadła w eliminacjach mistrzostw świata juniorów młodszych (2009). Startowała w eliminacjach kontynentalnych od igrzysk olimpijskich młodzieży (2010) jednak nie wywalczyła awansu do zawodów w Singapurze. W 2011 została w Tallinnie wicemistrzynią Europy juniorek. 
Rekordy życiowe: stadion – 4,30 (8 maja 2016, Engen); hala – 4,15 (27 lutego 2011, Lipsk).  

## Osiągnięcia
| Rok  | Impreza                                               | Miejsce          | Pozycja           | Wynik |
| ---- | ----------------------------------------------------- | ---------------- | ----------------- | ----- |
| 2009 | Mistrzostwa świata juniorów młodszych                 | Tyrol Południowy | el. – 15. miejsce | 3,75  |
| 2010 | Kwalifikacje Europy do igrzysk olimpijskich młodzieży | Moskwa           | 9. miejsce        | 3,70  |
| 2011 | Mistrzostwa Europy juniorów                           | Tallinn          | 2. miejsce        | 4,20  |